# عسكر وحرامية (لعبة شعبية)
عسكر وحرامية؛ هي لعبة شعبية تشتهر لدى سكان المنطقة الشرقية الواقعة شرق المملكة العربية السعودية وتعتبر لعبة يمارسها الأطفال عادة أكثر من كبار السن.

## نبذه
تعتبر لعبة عسكر وحرامية أحد ألعاب الذكاء، حيث تتطلب السرعة والفطنة في معرفة مخبأ الحرامية.

## الطريقة
لا تحتاج اللعبة إلى أدوات ولا إلى عدد محدد للاعبين.
تبدأ اللعبة برسم مربع في الأرض يُمثل سجنًا يوضع فيه الأولاد المقبوض عليهم أو الحرامية (السارقون). ثم ينقسم الأولاد إلى مجموعتين: المجموعة الأولى تؤدي دور العسكر أو الشرطة بينما المجموعة الثانية تؤدي دور اللصوص أو الحرامية ويقومون بالإختباء ثم يبدأ الأولاد الذين يقومون بدور العسكر بمطاردة الحرامية في محاولة العثور عليهم و الإمساك بهم. وعند تمكن أحد العساكر بالامساك بأحد الحرامية يأتي به نحو المربع المرسوم على الأرض ويُمثل السجن. وهكذا تستمر المطاردة بين الفريقين حتى يتم الامساك بجميع الحرامية ووضعهم في السجن ثم تعاد اللعبة لكن هذه المرة باستبدال الأدوار بينهم فيصبح العساكر في المرة الأولى لصوص و حرامية في المرة الثانية والعكس. 